# بیگ اسندی (تنسی)
بیگ اسندی(به انگلیسی: Big Sandy) شهری در ایالت تنسی کشور ایالات متحده آمریکا است که جمعیت آن در سرشماری سال ۲۰۱۰ میلادی، ۵۵۷ نفر بوده‌است.